# Antywane Robinson
Antywane Robinson, né le 12 juillet 1984 à Charlotte en Caroline du Nord, est un joueur de basket-ball professionnel américain.

## Biographie
Antywane Robinson est issu de NCAA, le championnat universitaire américain de basket-ball. Non-drafté à l'issue de son parcours universitaire, il joue alors pour les Sioux Falls Skyforce, une équipe de D-League, ligue américaine mineure. En décembre 2007, il rejoint Pau-Orthez en Pro A avant de rejoindre les rangs de Cholet Basket à l'été 2008. Au sein de l'effectif de Cholet Basket, il est l'un des joueurs les plus utilisés par son entraîneur Erman Kunter (près de 28 minutes par rencontre de championnat). Avec son club, il est qualifié pour l'Euroligue lors de la saison 2010-2011.
En juillet 2016, Robinson retourne à Pau-Lacq-Orthez où il signe un contrat d'un an.

## Carrière professionnelle
- 2006-2007 :  Skyforce de Sioux Falls (D-League)
- Décembre 2007-2008 :  Pau-Orthez (Pro A)
- 2008-2011 :  Cholet Basket (Pro A)
- 2011-2012 :  Erdemir SK (TBL)
- 2014-2015 :  Pau-Orthez (Pro A)
- 2015-2016 :  Büyükçekmece
- 2016-2017 :  Pau-Lacq-Orthez (Pro A)
- 2017 :  Benfica Lisbonne

• depuis août 2018 : Cholet Basket (Pro A)

## Palmarès
- Champion de France avec Cholet Basket en 2010
- Finaliste de Pro A avec Cholet Basket en 2011
- Finaliste de l'EuroChallenge avec Cholet Basket : 2009
- 2007 : demi-finaliste de D-League avec Sioux Falls Skyforce
- 2005 et 2006 : demi-finaliste du tournoi Atlantic Ten

### Distinction personnelle
- 2006 : nommé dans le second cinq de la All Atlantic Ten